# Emoia cyanogaster
Emoia cyanogaster är en ödleart som beskrevs av  René-Primevère Lesson 1830. Emoia cyanogaster ingår i släktet Emoia och familjen skinkar. Inga underarter finns listade i Catalogue of Life.